# 武朗日斯
武朗日斯（法語：Voulangis，法語發音：[vulɑ̃ʒis] ⓘ）是法国塞纳-马恩省的一个市镇，属于莫城区。

## 地理
武朗日斯（48°51'6"N, 2°53'48"E）面积9.58 平方千米，位于法国法蘭西島大區塞纳-马恩省，该省份为法国北部内陆省份，北起瓦兹省，西接埃松省、马恩河谷省、塞纳-圣但尼省和瓦兹河谷省，南至卢瓦雷省，东南接约讷省，东临马恩省和奥布省，东北接埃纳省。
与武朗日斯接壤的市镇（或旧市镇、城区）包括：克雷西-拉沙佩勒、蒂若、孔特新城、莫兰河畔维利耶。

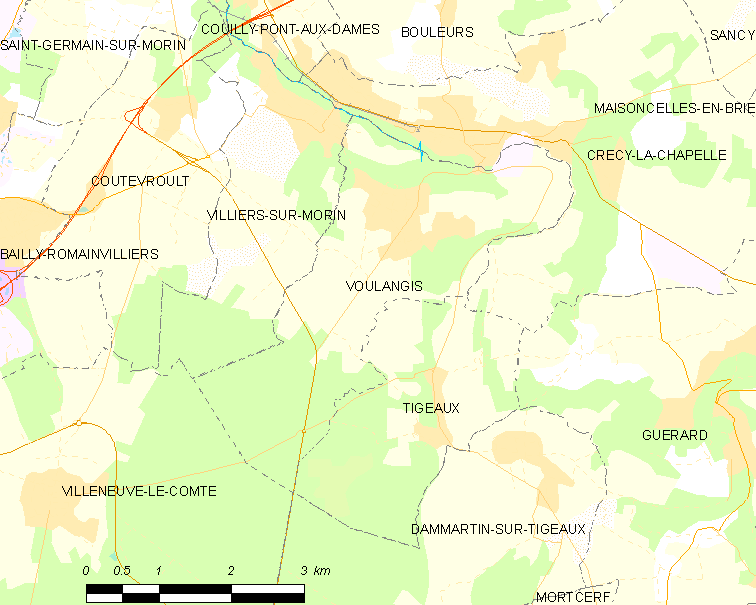
武朗日斯的OSM定位图

武朗日斯的时区为UTC+01:00、UTC+02:00（夏令时）。

## 行政
武朗日斯的邮政编码为77580，INSEE市镇编码为77529。

## 政治
武朗日斯所属的省级选区为塞里斯县。

## 人口

1962-2008年间武朗日斯人口变化图示

武朗日斯于2022年1月1日时的人口数量为1504人。